# Ábrahám ha-Kóhén
Ábrahám ha-Kóhén (15. század) rabbi.

## Élete
1450 körül élt Budán, tanulmányait Iszerlein Izrael rabbinál végezte Bécsújhelyen. Fennmaradt az a levelezése, melyet egykori mesterével folytatott négy komplikált válási ügyben. A mester nem adott igazat a tanítványának.